# Rodney Frederick Leopold Keller
Rodney Frederick Leopold Keller, kanadski general, * 1900, † 1954.